# El Castell de Guadalest
El Castell de Guadalest, en valencien et officiellement (Guadalest en castillan), est une commune d'Espagne de la province d'Alicante dans la Communauté valencienne. Elle est située dans la comarque de la Marina Baixa et dans la zone à prédominance linguistique valencienne. El Castell de Guadalest appartient à l'association Les Plus Beaux Villages d'Espagne.

## Géographie

Localisation d'El Castell de Guadalest
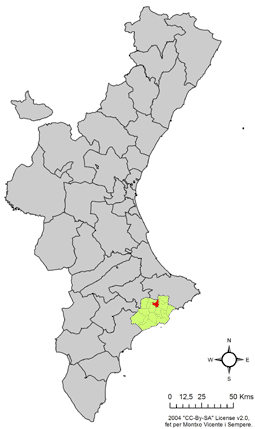
dans la Communauté valencienne.
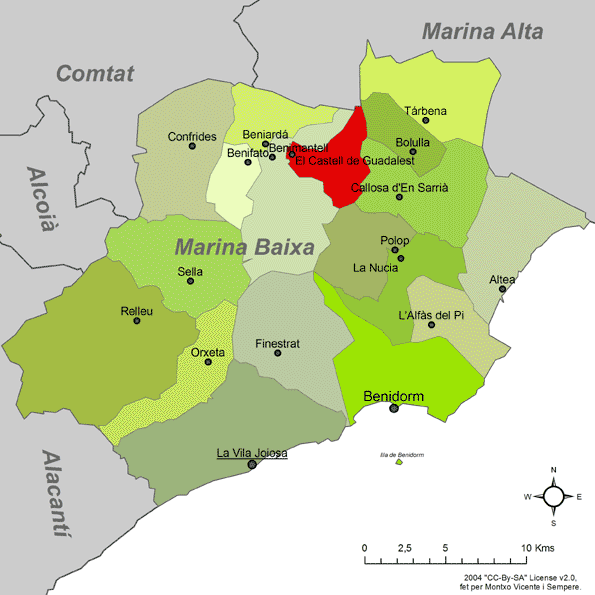
dans la comarque de la Marina Baixa.

## Personnalité liée à la commune
- Joaquín Orduña (1821-1897), dit le « cacique de Guadalest ».